# Alingsås HK
El Alingsås HK es un equipo de balonmano de la localidad sueca de Alingsås. Actualmente milita en la Primera División de la Liga sueca de balonmano masculino, competición en la que se ha impuesto en dos ocasiones.

## Historia

### Inicios
El club fue fundado en 1973. 

## Palmarés
- Liga de Suecia: 2
  - Temporadas: 2009, 2014

## Plantilla 2024-25
|  | Porteros - 01 Emil Holmberg Schatzl - 12 Oskar Dahlin - 16 Anton Hagvall Extremos izquierdos - 03 Adam Svantesson - 13 Benjamin Helander - 15 Samuel Oderbrant Extremos derechos - 09 Samuel Lindberg - 14 Hugo Lignell Pivotes - 11 Alexander Regen - 18 Gustav Jönne - 20 Arvid Andreasson - 24 Jacob Lundahl | Laterales izquierdos - 02 Petter Donaldson - 05 Oscar Gentzel - 19 Edvin Landström - 23 Jakob Markoff Centrales - 04 Albin Hägglund Junler - 07 Albert Månsson - 10 Emil Douglas Andersson Laterales derechos - 22 Gzim Salihi - 21 Johan Nilsson |

## Jugadores históricos
- Teddy Nordling (1997-2001) (2002-2008)
- Marcus Ahlm (1999-2000)
- Johan Petersson (2008-2010)